# La Parisienne
La Parisienne („Pariser Lied“) war die Nationalhymne Frankreichs von 1830 bis 1848 unter der Herrschaft des „Bürgerkönigs“ Louis-Philippe von Orléans. Der Text stammt von Casimir Delavigne. Seine Dichtung wurde von Daniel-François-Esprit Auber vertont, der dafür die Melodie eines deutschen Volkslieds überarbeitete.
La Parisienne feiert die Ereignisse der Julirevolution von 1830 und rühmt den neuen König als Mitkämpfer gegen den alten Karl X. Auf die Revolution von 1789 bezieht sich der Text nur als Erinnerung: „Soudain Paris, dans sa mémoire, a retrouvé son cri de gloire“; angesichts aktueller Bedrohung der Freiheit fand Paris in seinem Gedächtnis den alten Schlachtruf und erneuerte ihn ruhmreich.
La Parisienne sollte die Marseillaise ersetzen, konnte ihre Popularität aber nie erreichen.

## Text (1831)
| Originaltext | Übersetzung | Nachdichtung (Geibel/Leuthold 1862) |
| Peuple français, peuple de braves, La liberté rouvre ses bras. On nous disait : Soyez esclaves ! Nous avons dit : Soyons soldats ! Soudain Paris, dans sa mémoire, A retrouvé son cri de gloire :               | Französisches Volk, Volk von Tapferen, Die Freiheit öffnet wieder ihre Arme. Man sagte uns: „Seid Sklaven!“ Wir sagten: „Seien wir Soldaten!“ Und plötzlich hat Paris in seinem Gedächtnis Seinen Ruhmesschrei wiedergefunden:          | Französisch Volk, du Volk der Braven, Vertrauend naht die Freiheit dir! Sie haben uns gesagt: "Seid Sklaven!" "Wir sind Soldaten!", sagen wir. Paris ertönt von ruhmgeweihten Schlachtrufen, die uns nicht befreiten. [sic] |
| En avant, marchons Contre leurs canons ! A travers le fer, le feu des bataillons, Courons à la victoire ! | Vorwärts, marschieren wir Gegen ihre Kanonen! Durchs Eisen, durchs Feuer der Bataillone Lasst uns zum Sieg laufen! | Brüder, auf! Stürmet ein! Ob Kanonen spei'n, Drängt mit Macht zur Schlacht und sprengt die Söldnerreih'n, Die Freiheit zu erstreiten.                                                                                       |
| Serrez vos rangs, qu’on se soutienne ! Marchons ! Chaque enfant de Paris De sa cartouche citoyenne Fait une offrande à son pays ; O jour d’éternelle mémoire ! Paris n’a plus qu’un cri de gloire :             | Schließt eure Reihen, damit wir uns stützen! Marschieren wir! Jedes Kind von Paris Macht aus seiner Bürgerpatrone Eine Opfergabe für sein Land. O Tag ewigen Gedenkens, Paris hat nur noch einen Ruhmesschrei:                          | Schließt enger euch! Die Ladung habe Ein jeder Patriot zur Hand; Das sei die freie Bürgergabe, Die jeder bringt dem Vaterland. O Tag des Ruhms für alle Zeiten! Paris, dein Schlachtruf soll uns leiten:                    |
| En avant, marchons Contre leurs canons ! A travers le fer, le feu des bataillons, Courons à la victoire ! | Vorwärts, marschieren wir Gegen ihre Kanonen! Durchs Eisen, durchs Feuer der Bataillone Lasst uns zum Siege laufen! | Brüder, auf! Stürmet ein! Ob Kanonen spei'n, Drängt mit Macht zur Schlacht und sprengt die Söldnerreih'n, Die Freiheit zu erstreiten.                                                                                       |
| La mitraille en vain nous dévore : Elle enfante des combattants ; Sous les boulets voyez éclore Ces vieux généraux de vingt ans. O jour d’éternelle mémoire ! Paris n’a plus qu’un cri de gloire :              | Vergebens verschlingt uns der Kugelhagel, Er bringt nur neue Kämpfer hervor! Seht, unter den Kugeln entstehen Diese alten Generäle von zwanzig Jahren! O Tag ewigen Gedenkens, Paris hat nur noch einen Ruhmesschrei:                   | Seht! Trotz der Feuerschlünde Sprühen Wächst stets die Schaar im Siegeslauf; Im Hagel der Kartätschen blühen Die zwanzigjähr'gen Feldherrn auf. O Tag des Ruhms für alle Zeiten! Paris, dein Schlachtruf soll uns leiten:   |
| En avant, marchons Contre leurs canons ! A travers le fer, le feu des bataillons, Courons à la victoire ! | Vorwärts, marschieren wir Gegen ihre Kanonen! Durchs Eisen, durchs Feuer der Bataillone Lasst uns zum Siege laufen! | Brüder, auf! Stürmet ein! Ob Kanonen spei'n, Drängt mit Macht zur Schlacht und sprengt die Söldnerreih'n, Die Freiheit zu erstreiten.                                                                                       |
| Pour briser leurs masses profondes , Qui conduit nos drapeaux sanglans ? C’est la liberté des deux mondes, C’est Lafayette en cheveux blancs. O jour d'éternelle mémoire ! Paris n’a plus qu’un cri de gloire : | Um ihre herandrängenden Massen zu brechen, Wer führt unsere blutigen Fahnen? Das ist die Freiheit beider Welten, Das ist der weißhaarige Lafayette. O Tag ewigen Gedenkens, Paris hat nur noch einen Ruhmesschrei:                      | Wer aber führt der Freigesellten, Der Kämpfer todtbereite Schaar? Es ist die Freiheit zweier Welten, Ist Lafayette im greisen Haar. O Tag des Ruhms für alle Zeiten! Paris, dein Schlachtruf soll uns leiten:               |
| En avant, marchons Contre leurs canons ! A travers le fer, le feu des bataillons, Courons à la victoire ! | Vorwärts, marschieren wir Gegen ihre Kanonen! Durchs Eisen, durchs Feuer der Bataillone Lasst uns zum Siege laufen! | Brüder, auf! Stürmet ein! Ob Kanonen spei'n, Drängt mit Macht zur Schlacht und sprengt die Söldnerreih'n, Die Freiheit zu erstreiten.                                                                                       |
| Les trois couleurs sont revenues, Et la colonne avec fierté, Fait briller à travers les nues L’arc-en-ciel de la liberté. O jour d’éternelle mémoire ! Paris n’a plus qu’un cri de gloire :                     | Die drei Farben sind zurückgekehrt, Und die Kolonne lässt voll Stolz Durch die Wolken blitzen Den Regenbogen der Freiheit. O Tag ewigen Gedenkens, Paris hat nur noch einen Ruhmesschrei:                                               | Die Trikolore, werth dem Volke, Kehrt wieder, wieder wird geehrt Das eh'rne Mal aus seiner Wolke Vom Licht der Freiheit froh verklärt. O Tag des Ruhms für alle Zeiten! Paris, dein Schlachtruf soll uns leiten:            |
| En avant, marchons Contre leurs canons ! A travers le fer, le feu des bataillons, Courons à la victoire ! | Vorwärts, marschieren wir Gegen ihre Kanonen! Durchs Eisen, durchs Feuer der Bataillone Lasst uns zum Siege laufen! | Brüder, auf! Stürmet ein! Ob Kanonen spei'n, Drängt mit Macht zur Schlacht und sprengt die Söldnerreih'n, Die Freiheit zu erstreiten.                                                                                       |
| Soldat du drapeau tricolore, D’Orléans, toi qui l’as porté ! Ton sang se mêlerait encore A celui qu’il nous a coûté. Comme aux beaux jours de notre histoire, Tu redirais ce cri de gloire :                    | Soldat der dreifarbigen Fahne, Von Orléans, der du sie getragen hast, Dein Blut könnte sich noch einmal mischen Mit dem, das sie uns gekostet hat. Wie in den besten Tagen unserer Geschichte Könntest du den Ruhmesschrei wiederholen: | Und nun zur großen Todtenfeier! Die Trommeln dröhnen tief und dumpf: Es schmückt die Leichen der Befreier Des Volkes Lorbeer im Triumph. Im Ruhmestempel, dem geweihten, Ein leuchtend Vorbild aller Zeiten                 |
| En avant, marchons Contre leurs canons ! A travers le fer, le feu des bataillons, Courons à la victoire ! | Vorwärts, marschieren wir Gegen ihre Kanonen! Durchs Eisen, durchs Feuer der Bataillone Lasst uns zum Siege laufen! | Sollen sie uns sein! Oeffnet eure Reih'n! Laßt entblößten Haupts die großen Todten ein, Die uns vom Joch befreiten! |
| Tambours, du convoi de nos frères Roulez le funèbre signal ; Et nous, de lauriers populaires Chargeons leur cercueil triomphal. O temple de deuil et de gloire, Panthéon, reçois leur mémoire !                 | Trommler, zum Geleitzug unserer Brüder lasst rollen das feierliche Signal! Und wir, mit den Lorbeeren des Volkes Beladen wir ihren Triumphsarg! O Tempel der Trauer und das Ruhmes, Pantheon, empfange ihr Gedächtnis!                  | |
| Portons-les ! marchons ! Découvrons nos fronts. Soyez immortels, vous tous que nous pleurons, Martyrs de la victoire !                                                                                          | Lasst uns sie tragen, marschieren wir! Entblößen wir unsere Stirnen! Seid unsterblich, ihr alle, die wir beweinen, Märtyrer des Sieges!                                                                                                 | |